# Niccolò Ridolfi
Niccolò Ridolfi (Florença, 1501 - Roma, 31 de janeiro de 1550) foi um cardeal do século XVII.

## Biografia
Nasceu em Florença em 1501. De uma família nobre. Quarto dos sete filhos de Piero Ridolfi e Contessina de' Medici, que se casaram em 24 de maio de 1494. Sobrinho do Papa Leão X, por parte de mãe. Parente do Cardeal Ottavio Ridolfi (1622).
Ele tinha "... un'ingegno vivace, e una rara dottrina, accompagnata dalla scienza delle lingue greca e latina, da costumi wholerimi, e da tutte quelle qualità, che concorrono a formare un Principe ecclesiastico...". (Nenhuma informação educacional adicional encontrada).
Apostólico protonotário. Governador de Espoleto, 1514-1516.
Criado cardeal diácono no consistório de 1º de julho de 1517; recebeu o barrete vermelho e a diaconia de S. Vito e Modesto, em 6 de julho de 1517. Abade comendador de abad Fonte Avellana, 1518-1533.
Administrador da Sé de Orvieto, 24 de agosto de 1520; hospedou o Papa Clemente VII durante seis meses após o saque de Roma pelas tropas imperiais em 1527; ocupou o cargo até 3 de setembro de 1529. Participou do conclave de 1521-1522, que elegeu o Papa Adriano VI. Recebeu, juntamente com os cardeais Giulio de' Medici, Silvio Passerini, Raffaele Petrucci e Giovanni Piccolomini, o novo Papa Adriano VI em sua chegada à Itália, no porto de Livorno. Participou do conclave de 1523, que elegeu o Papa Clemente VII. Eleito arcebispo de Florença em 11 de janeiro de 1524; recebeu o pálio em 1º de julho de 1530; renunciou ao governo da arquidiocese, em 11 de outubro de 1532. Consagrado (nenhuma informação encontrada). Administrador da Sé de Vicenza, 14 de março de 1524; ocupou o cargo até sua morte. Administrador da Sé de Forlì, 16 de abril de 1526; ocupou o cargo até 7 de agosto de 1528. Durante o saque de Roma pelas tropas imperiais em 1527, foi um dos cardeais entregues como reféns a Ugo Moncada. Administrador da Sé de Viterbo, 16 de novembro de 1532; ocupou o cargo até 6 de junho de 1533; administrador novamente, 8 de agosto de 1538; ocupou o cargo até 25 de maio de 1548. Administrador da Sé Metropolitana de Salerno, 7 de fevereiro de 1533; ocupou o cargo até 19 de dezembro de 1548. Administrador da Sé de Ímola, 4 de agosto de 1533; ocupou o cargo até 17 de maio de 1546. Optou pela diaconia de S. Maria in Cosmedin, em 19 de janeiro de 1534. Participou do conclave de 1534, que elegeu o Papa Paulo III. Optou pela diaconia de S. Maria na Via Lata, em 31 de maio de 1540. Nomeado com outros onze cardeais (2) para uma comissão para a reforma da Cúria Romana e dos seus funcionários, em 27 de agosto de 1540. Cardeal protodiácono. Nomeado novamente arcebispo de Florença em 8 de janeiro de 1543; renunciou ao governo da arquidiocese em 25 de maio de 1548. Legado a latere na província do Patrimônio. Entrou no conclave de 1549-1550, que elegeu o Papa Júlio III, mas teve que sair por motivo de doença e faleceu antes da eleição do novo Papa Júlio III ocorrer em 7 de fevereiro de 1550.
Morreu em Roma em 31 de janeiro de 1550, de apoplexia. Sepultado na igreja de S. Agostino, Roma.